# By Request (Boyzone)
By Request è una raccolta della boy band irlandese Boyzone. L'album fu pubblicato il 3 agosto 1999 dalla Universal.

## Tracce
1. I Love the Way You Love Me – 3:46
2. No Matter What – 4:34
3. All That I Need – 3:42
4. Baby Can I Hold You – 3:15
5. Picture of You – 3:29
6. Isn't It a Wonder – 3:45
7. A Different Beat – 4:15
8. Words – 4:04
9. Father and Son – 2:46
10. So Good – 3:45
11. Coming Home Now – 3:39
12. Key to My Life – 3:37
13. Love Me for a Reason – 3:29
14. When the Going Gets Tough, the Tough Get Going – 4:18
15. You Needed Me – 4:14
16. All the Time in the World – 3:45
17. When You Say Nothing at All – 3:03
18. I'll Never Not Need You – 4:10
19. So They Told Me – 3:29